# Liste der denkmalgeschützten Objekte in Modrý Kameň
Die Liste der denkmalgeschützten Objekte in Modrý Kameň enthält die 37 nach slowakischen Denkmalschutzvorschriften geschützten Objekte in der Gemeinde Modrý Kameň im Okres Veľký Krtíš.

## Denkmäler
| Foto |                 | Denkmal / č. ÚZPF                               | Standort / Konskr. Nr.                                      | Offizielle Beschreibung                  | Beschreibung         | Metadaten                                                                     |
| ---- | --------------- | ----------------------------------------------- | ----------------------------------------------------------- | ---------------------------------------- | -------------------- | ----------------------------------------------------------------------------- |
| ja   | Datei hochladen | Kreuzwegkapelle(sk) ObjektID: 610-466/1         | Standort KG: Modrý Kamen Konskr.Nr.:                        | 1.zastavenie                             | Kreuzweg 1. Station  | č. NKP: 610-466/1 Stand des NKP: 2012-02-08 Name: KAPLNKA KRÍŽOVEJ CESTY      |
| ja   | Datei hochladen | Kreuzwegkapelle(sk) ObjektID: 610-466/2         | Standort KG: Modrý Kamen Konskr.Nr.:                        | 2.zastavenie                             | Kreuzweg 2. Station  | č. NKP: 610-466/2 Stand des NKP: 2012-02-08 Name: KAPLNKA KRÍŽOVEJ CESTY      |
| ja   | Datei hochladen | Kreuzwegkapelle(sk) ObjektID: 610-466/3         | Standort KG: Modrý Kamen Konskr.Nr.:                        | 3.zastavenie                             | Kreuzweg 3. Station  | č. NKP: 610-466/3 Stand des NKP: 2012-02-08 Name: KAPLNKA KRÍŽOVEJ CESTY      |
| ja   | Datei hochladen | Kreuzwegkapelle(sk) ObjektID: 610-466/4         | Standort KG: Modrý Kamen Konskr.Nr.:                        | 4.zastavenie                             | Kreuzweg 4. Station  | č. NKP: 610-466/4 Stand des NKP: 2012-02-08 Name: KAPLNKA KRÍŽOVEJ CESTY      |
| ja   | Datei hochladen | Kreuzwegkapelle(sk) ObjektID: 610-466/5         | Standort KG: Modrý Kamen Konskr.Nr.:                        | 5.zastavenie                             | Kreuzweg 5. Station  | č. NKP: 610-466/5 Stand des NKP: 2012-02-08 Name: KAPLNKA KRÍŽOVEJ CESTY      |
| ja   | Datei hochladen | Kreuzwegkapelle(sk) ObjektID: 610-466/6         | Standort KG: Modrý Kamen Konskr.Nr.:                        | 6.zastavenie                             | Kreuzweg 6. Station  | č. NKP: 610-466/6 Stand des NKP: 2012-02-08 Name: KAPLNKA KRÍŽOVEJ CESTY      |
| ja   | Datei hochladen | Kreuzwegkapelle(sk) ObjektID: 610-466/7         | Standort KG: Modrý Kamen Konskr.Nr.:                        | 7.zastavenie                             | Kreuzweg 7. Station  | č. NKP: 610-466/7 Stand des NKP: 2012-02-08 Name: KAPLNKA KRÍŽOVEJ CESTY      |
| ja   | Datei hochladen | Kreuzwegkapelle(sk) ObjektID: 610-466/8         | Standort KG: Modrý Kamen Konskr.Nr.:                        | 8.zastavenie                             | Kreuzweg 8. Station  | č. NKP: 610-466/8 Stand des NKP: 2012-02-08 Name: KAPLNKA KRÍŽOVEJ CESTY      |
| ja   | Datei hochladen | Kreuzwegkapelle(sk) ObjektID: 610-466/9         | Standort KG: Modrý Kamen Konskr.Nr.:                        | 9.zastavenie                             | Kreuzweg 9. Station  | č. NKP: 610-466/9 Stand des NKP: 2012-02-08 Name: KAPLNKA KRÍŽOVEJ CESTY      |
| ja   | Datei hochladen | Kreuzwegkapelle(sk) ObjektID: 610-466/10        | Standort KG: Modrý Kamen Konskr.Nr.: Calvary in Modrý Kameň | 10.zastavenie                            | Kreuzweg 10. Station | č. NKP: 610-466/10 Stand des NKP: 2012-02-08 Name: KAPLNKA KRÍŽOVEJ CESTY     |
| ja   | Datei hochladen | Kapelle(sk) ObjektID: 610-466/11                | Standort KG: Modrý Kamen Konskr.Nr.:                        | Ukrižovanie Krista                       |                      | č. NKP: 610-466/11 Stand des NKP: 2012-02-08 Name: KAPLNKA                    |
| ja   | Datei hochladen | Kreuzwegkapelle(sk) ObjektID: 610-466/12        | Standort KG: Modrý Kamen Konskr.Nr.:                        | 11.zastavenie                            | Kreuzweg 11. Station | č. NKP: 610-466/12 Stand des NKP: 2012-02-08 Name: KAPLNKA KRÍŽOVEJ CESTY     |
| ja   | Datei hochladen | Kreuzwegkapelle(sk) ObjektID: 610-466/13        | Standort KG: Modrý Kamen Konskr.Nr.:                        | 12.zastavenie                            | Kreuzweg 12. Station | č. NKP: 610-466/13 Stand des NKP: 2012-02-08 Name: KAPLNKA KRÍŽOVEJ CESTY     |
| ja   | Datei hochladen | Kreuzwegkapelle(sk) ObjektID: 610-466/14        | Standort KG: Modrý Kamen Konskr.Nr.:                        | 13.zastavenie                            | Kreuzweg 13. Station | č. NKP: 610-466/14 Stand des NKP: 2012-02-08 Name: KAPLNKA KRÍŽOVEJ CESTY     |
| ja   | Datei hochladen | Kreuzwegkapelle(sk) ObjektID: 610-466/15        | Standort KG: Modrý Kamen Konskr.Nr.:                        | 14.zastavenie                            | Kreuzweg 14. Station | č. NKP: 610-466/15 Stand des NKP: 2012-02-08 Name: KAPLNKA KRÍŽOVEJ CESTY     |
| ja   | Datei hochladen | KAPLNKA NÁBOŽENSKÝCH PRÁVD ObjektID: 610-466/16 | Standort KG: Modrý Kamen Konskr.Nr.:                        | očistec                                  |                      | č. NKP: 610-466/16 Stand des NKP: 2012-02-08 Name: KAPLNKA NÁBOŽENSKÝCH PRÁVD |
| ja   | Datei hochladen | KAPLNKA NÁBOŽENSKÝCH PRÁVD ObjektID: 610-466/17 | Standort KG: Modrý Kamen Konskr.Nr.:                        | Posledný súd                             |                      | č. NKP: 610-466/17 Stand des NKP: 2012-02-08 Name: KAPLNKA NÁBOŽENSKÝCH PRÁVD |
| ja   | Datei hochladen | KAPLNKA NÁBOŽENSKÝCH PRÁVD ObjektID: 610-466/18 | Standort KG: Modrý Kamen Konskr.Nr.:                        | Zmrtvychvstania Krista                   |                      | č. NKP: 610-466/18 Stand des NKP: 2012-02-08 Name: KAPLNKA NÁBOŽENSKÝCH PRÁVD |
| ja   | Datei hochladen | KAPLNKA NÁBOŽENSKÝCH PRÁVD ObjektID: 610-466/19 | Standort KG: Modrý Kamen Konskr.Nr.:                        | anjel strážny                            |                      | č. NKP: 610-466/19 Stand des NKP: 2012-02-08 Name: KAPLNKA NÁBOŽENSKÝCH PRÁVD |
| ja   | Datei hochladen | KAPLNKA NÁBOŽENSKÝCH PRÁVD ObjektID: 610-466/20 | Standort KG: Modrý Kamen Konskr.Nr.:                        | P.M.útocište hriešnikov                  |                      | č. NKP: 610-466/20 Stand des NKP: 2012-02-08 Name: KAPLNKA NÁBOŽENSKÝCH PRÁVD |
| ja   | Datei hochladen | Kapelle(sk) ObjektID: 610-466/21                | Standort KG: Modrý Kamen Konskr.Nr.:                        | r.k.P.M.Sedembolestnej                   |                      | č. NKP: 610-466/21 Stand des NKP: 2012-02-08 Name: KAPLNKA                    |
| ja   | Datei hochladen | Kreuz(sk) ObjektID: 610-466/22                  | Standort KG: Modrý Kamen Konskr.Nr.:                        |                                          |                      | č. NKP: 610-466/22 Stand des NKP: 2012-02-08 Name: KRÍŽ                       |
| ja   | Datei hochladen | Statue(sk) ObjektID: 610-467/0                  | Standort KG: Modrý Kamen Konskr.Nr.:                        | Panna Mária s dietatom - Madona          |                      | č. NKP: 610-467/0 Stand des NKP: 2012-02-08 Name: SOCHA NA STLPE              |
| ja   | Datei hochladen | Burgpalast(sk) ObjektID: 610-465/1              | Zámocká ul. 1 Standort KG: Modrý Kamen Konskr.Nr.: 1        | hradné jadro - Modrý Kamen               |                      | č. NKP: 610-465/1 Stand des NKP: 2012-02-08 Name: PALÁC HRADNÝ                |
| ja   | Datei hochladen | Burgmauer(sk) ObjektID: 610-465/2               | Zámocká ul. 1 Standort KG: Modrý Kamen Konskr.Nr.: 1        | hradné jadro                             |                      | č. NKP: 610-465/2 Stand des NKP: 2012-02-08 Name: MÚR HRADBOVÝ                |
|      | Datei hochladen | Parkmauer(sk) ObjektID: 610-465/3               | Zámocká ul. 1 KG: Modrý Kamen Konskr.Nr.: 1                 | hradné jadro                             |                      | č. NKP: 610-465/3 Stand des NKP: 2012-02-08 Name: MÚR PARKANOVÝ               |
|      | Datei hochladen | Garten(sk) ObjektID: 610-465/4                  | Zámocká ul. 1 KG: Modrý Kamen Konskr.Nr.: 1                 | hradné jadro - baroková záhrada          |                      | č. NKP: 610-465/4 Stand des NKP: 2012-02-08 Name: ZÁHRADA                     |
|      | Datei hochladen | Stiege(sk) ObjektID: 610-465/5                  | Zámocká ul. 1 KG: Modrý Kamen Konskr.Nr.: 1                 | hradné jadro                             |                      | č. NKP: 610-465/5 Stand des NKP: 2012-02-08 Name: SCHODISKO                   |
|      | Datei hochladen | PARKAN ObjektID: 610-465/6                      | Zámocká ul. 1 KG: Modrý Kamen Konskr.Nr.: 1                 | hradné jadro                             |                      | č. NKP: 610-465/6 Stand des NKP: 2012-02-08 Name: PARKAN                      |
|      | Datei hochladen | Bastion(sk) ObjektID: 610-465/7                 | Zámocká ul. 1 KG: Modrý Kamen Konskr.Nr.: 1                 | hradné jadro                             |                      | č. NKP: 610-465/7 Stand des NKP: 2012-02-08 Name: BASTIÓN                     |
| ja   | Datei hochladen | Schloss(sk) ObjektID: 610-465/8                 | Zámocká ul. 1 Standort KG: Modrý Kamen Konskr.Nr.: 1        | predhradie - Modrý Kamen                 |                      | č. NKP: 610-465/8 Stand des NKP: 2012-02-08 Name: KAŠTIEL                     |
| ja   | Datei hochladen | Burgkapelle(sk) ObjektID: 610-465/9             | Zámocká ul. 1 Standort KG: Modrý Kamen Konskr.Nr.: 1        | predhradie                               |                      | č. NKP: 610-465/9 Stand des NKP: 2012-02-08 Name: KAPLNKA HRADNÁ              |
|      | Datei hochladen | Wirtschaftsgebäude(sk) ObjektID: 610-465/10     | Zámocká ul. 1 KG: Modrý Kamen Konskr.Nr.: 1                 | predhradie                               |                      | č. NKP: 610-465/10 Stand des NKP: 2012-02-08 Name: STAVBA HOSPODÁRSKA         |
|      | Datei hochladen | Burghof(sk) ObjektID: 610-465/11                | Zámocká ul. 1 KG: Modrý Kamen Konskr.Nr.: 1                 | predhradie                               |                      | č. NKP: 610-465/11 Stand des NKP: 2012-02-08 Name: NÁDVORIE HRADNÉ            |
| ja   | Datei hochladen | Burgbrücke(sk) ObjektID: 610-465/12             | Zámocká ul. 1 Standort KG: Modrý Kamen Konskr.Nr.: 1        | predhradie - most oblúkový (kamen,tehla) |                      | č. NKP: 610-465/12 Stand des NKP: 2012-02-08 Name: MOST HRADNÝ                |
|      | Datei hochladen | Burggraben(sk) ObjektID: 610-465/13             | Zámocká ul. 1 KG: Modrý Kamen Konskr.Nr.: 1                 | predhradie                               |                      | č. NKP: 610-465/13 Stand des NKP: 2012-02-08 Name: PRIEKOPA HRADNÁ            |
| ja   | Datei hochladen | Garten(sk) ObjektID: 610-465/14                 | Zámocká ul. 1 Standort KG: Modrý Kamen Konskr.Nr.: 1        | predhradie - zelen okolo hradu           |                      | č. NKP: 610-465/14 Stand des NKP: 2012-02-08 Name: ZÁHRADA                    |

## Legende
Die Tabelle enthält im Einzelnen folgende Informationen:
| Foto:                    | Fotografie des Denkmals. |
| Denkmal / č. ÚZPF:       | Die Übersetzung der Bezeichnung des Denkmals, wie sie vom Slowakischen Denkmalamt (Pamiatkový úrad Slovenskej republiky) verwendet wird. Die Originalbezeichnung ist unter dem Fragezeichen angegeben. Fehlt die Übersetzung, so wird die Originalbezeichnung direkt angezeigt. Weiters ist die Objekt-Identifikationsnummer (Objekt ID) angeführt. Sie ist die offizielle, in der Slowakei eindeutige Nummer č. ÚZPF inklusive der zugehörigen Zählnummer, wie sie in den Daten des Denkmalamtes angegeben wird. Da diese nur innerhalb eines Landkreises gezählt wird, ist dessen Nummer der Denkmalnummer vorangestellt. |
| Standort:                | Wenn in der Liste vorhanden, ist die Adresse angegeben. In Klammern kann sich noch eine zusätzliche Adresse befinden, wenn es beispielsweise ein Eckhaus ist. Bei freistehenden Objekten ohne Adresse (zum Beispiel bei Bildstöcken) ist eine Adresse angegeben, die in der Nähe des Objekts liegt. Durch Aufruf des Links Standort wird die Lage des Denkmals in verschiedenen Kartenprojekten angezeigt. Darunter sind die Katastralgemeinde (KG) und, wenn vorhanden, die Konskriptionsnummer (Konskr. Nr.) angegeben.                                                                                                   |
| Offizielle Beschreibung: | Es ist die Kurzbeschreibung auf Slowakisch, wie sie in den offiziellen Listen angegeben ist, eingetragen. |
| Beschreibung:            | Kurze Angaben zum Denkmal auf Deutsch. |
| Metadaten:               | Zusätzlich werden, wenn in den persönlichen Einstellungen das Helferlein Dauerhaftes Einblenden von Metadaten aktiviert ist, ebensolche angezeigt. |

- Karte mit allen Koordinaten:
- OSM |
- WikiMap